# Donacia dissimilis
Donacia dissimilis är en skalbaggsart som beskrevs av Schaeffer 1925. Donacia dissimilis ingår i släktet Donacia och familjen bladbaggar. Inga underarter finns listade i Catalogue of Life.